# Listă de jocuri video de rol din 2000–2001
Acesta este un index cuprinzător al jocurilor video de rol comerciale, sortate cronologic după anul apariției. Informațiile referitoare la data lansării, dezvoltatorul, editura, sistemul de operare, subgenul și notabilitatea sunt furnizate acolo unde sunt disponibile. Tabelul poate fi sortat făcând clic pe casetele mici de lângă titlurile coloanelor. Această listă nu include MUD-uri sau MMORPG-uri. Include jocuri roguelike, de acțiune și tactice (timp real).

Aceasta este o listă de jocuri video de rol din 2000 – 2001.

## Legenda
| Platforme de jocuri video |
| ------------------------- |

| 3DS    | Nintendo 3DS                   |
| AMI    | Commodore Amiga                |
| APPII  | Apple II                       |
| Arcade | Arcade game                    |
| C64    | Commodore 64                   |
| CROSS  | Cross-platform                 |
| DC     | Dreamcast                      |
| DOS    | DOS / MS-DOS                   |
| DROI   | Platforma nu este recunoscută. |
| DS     | Nintendo DS                    |
| FM7    | FM-7                           |
| FMT    | FM Towns                       |
| GB     | Game Boy                       |
| GBA    | Game Boy Advance               |
| GBC    | Game Boy Color                 |
| GCN    | Nintendo GameCube              |
| GEN    | Sega Genesis / Sega Mega Drive |
| iOS    | iOS                            |

| LIN  | Linux                                   |
| MAC  | Macintosh / Mac OS                      |
| MOBI | Mobile phone                            |
| MSX  | MSX                                     |
| MSX2 | MSX2                                    |
| N64  | Nintendo 64                             |
| NEO  | Neo Geo                                 |
| NES  | Nintendo Entertainment System / Famicom |
| OSX  | Mac OS X                                |
| PC60 | NEC PC-6001                             |
| PC88 | NEC PC-8801                             |
| PC98 | NEC PC-9801                             |
| PCE  | TurboGrafx-16 / PC Engine               |
| PS1  | PlayStation / PSone                     |
| PS2  | PlayStation 2                           |
| PS3  | PlayStation 3                           |
| PS4  | Platforma nu este recunoscută.          |
| PSN  | PlayStation Network                     |

| PSP  | PlayStation Portable           |
| PSV  | Platforma nu este recunoscută. |
| OSX  | Mac OS X                       |
| SAT  | Sega Saturn                    |
| SCD  | Sega Mega-CD                   |
| SMS  | Sega Master System             |
| SNES | Super NES / Super Famicom      |
| ST   | Atari ST                       |
| VC   | Virtual Console (Wii)          |
| VITA | PlayStation Vita               |
| X68K | Sharp X68000                   |
| Wii  | Wii                            |
| WiiU | Wii U                          |
| WIN  | Microsoft Windows              |
| X360 | Xbox 360                       |
| XBOX | Xbox                           |
| XOne | Platforma nu este recunoscută. |
| ZX   | ZX Spectrum                    |

| 3DS    | Nintendo 3DS                   |
| AMI    | Commodore Amiga                |
| APPII  | Apple II                       |
| Arcade | Arcade game                    |
| C64    | Commodore 64                   |
| CROSS  | Cross-platform                 |
| DC     | Dreamcast                      |
| DOS    | DOS / MS-DOS                   |
| DROI   | Platforma nu este recunoscută. |
| DS     | Nintendo DS                    |
| FM7    | FM-7                           |
| FMT    | FM Towns                       |
| GB     | Game Boy                       |
| GBA    | Game Boy Advance               |
| GBC    | Game Boy Color                 |
| GCN    | Nintendo GameCube              |
| GEN    | Sega Genesis / Sega Mega Drive |
| iOS    | iOS                            |

| LIN  | Linux                                   |
| MAC  | Macintosh / Mac OS                      |
| MOBI | Mobile phone                            |
| MSX  | MSX                                     |
| MSX2 | MSX2                                    |
| N64  | Nintendo 64                             |
| NEO  | Neo Geo                                 |
| NES  | Nintendo Entertainment System / Famicom |
| OSX  | Mac OS X                                |
| PC60 | NEC PC-6001                             |
| PC88 | NEC PC-8801                             |
| PC98 | NEC PC-9801                             |
| PCE  | TurboGrafx-16 / PC Engine               |
| PS1  | PlayStation / PSone                     |
| PS2  | PlayStation 2                           |
| PS3  | PlayStation 3                           |
| PS4  | Platforma nu este recunoscută.          |
| PSN  | PlayStation Network                     |

| PSP  | PlayStation Portable           |
| PSV  | Platforma nu este recunoscută. |
| OSX  | Mac OS X                       |
| SAT  | Sega Saturn                    |
| SCD  | Sega Mega-CD                   |
| SMS  | Sega Master System             |
| SNES | Super NES / Super Famicom      |
| ST   | Atari ST                       |
| VC   | Virtual Console (Wii)          |
| VITA | PlayStation Vita               |
| X68K | Sharp X68000                   |
| Wii  | Wii                            |
| WiiU | Wii U                          |
| WIN  | Microsoft Windows              |
| X360 | Xbox 360                       |
| XBOX | Xbox                           |
| XOne | Platforma nu este recunoscută. |
| ZX   | ZX Spectrum                    |

| Tipuri de lansări |
| ----------------- |

| Rerel  | Jocul a fost relansat pe aceeași platformă cu modificări minore sau fără modificări.                                                                                     |
| Port   | Jocul a apărut pentru prima dată pe o altă platformă. Este la fel ca originalul, cu puține sau deloc diferențe.                                                          |
| Remake | Jocul este un remake îmbunătățit al celui original, lansat pe aceeași platformă sau pe o platformă diferită, cu modificări ale graficii, sunetului și/sau gameplay-ului. |
| Compl  | O compilație, antologie sau colecție de mai multe titluri, de obicei (dar nu întotdeauna) aparținând aceleiași serii.                                                    |
| Limit  | O lansare specială (numită adesea Limited sau Collector’s Edition) cu material bonus de colecție. Adesea este furnizată persoanelor care pre-comandă un joc.             |

| Rerel  | Jocul a fost relansat pe aceeași platformă cu modificări minore sau fără modificări.                                                                                     |
| Port   | Jocul a apărut pentru prima dată pe o altă platformă. Este la fel ca originalul, cu puține sau deloc diferențe.                                                          |
| Remake | Jocul este un remake îmbunătățit al celui original, lansat pe aceeași platformă sau pe o platformă diferită, cu modificări ale graficii, sunetului și/sau gameplay-ului. |
| Compl  | O compilație, antologie sau colecție de mai multe titluri, de obicei (dar nu întotdeauna) aparținând aceleiași serii.                                                    |
| Limit  | O lansare specială (numită adesea Limited sau Collector’s Edition) cu material bonus de colecție. Adesea este furnizată persoanelor care pre-comandă un joc.             |

| Note despre genuri |
| ------------------ |

| Action RPG   | Joc video de rol de acțiune.              |
| Tactical RPG | Joc video de rol tactic.                  |
| Roguelike    | Roguelike.                                |
| MMORPG       | Joc de rol cu multiplayer online în masă. |
| MUD          | MUD.                                      |

| FPS/RPG | Shooter first-person / Joc video de rol hibrid (Joc video de rol shooter).                            |
| RTS/RPG | Joc de strategie în timp real / Joc video de rol hibrid (Joc video de rol de strategie în timp real). |
| WRPG    | Joc de rol în stil western.                                                                           |
| JRPG    | Joc de rol în stil japonez.                                                                           |
| Eroge   | Joc japonez cu conținut erotic.                                                                       |

| Action RPG   | Joc video de rol de acțiune.              |
| Tactical RPG | Joc video de rol tactic.                  |
| Roguelike    | Roguelike.                                |
| MMORPG       | Joc de rol cu multiplayer online în masă. |
| MUD          | MUD.                                      |

| FPS/RPG | Shooter first-person / Joc video de rol hibrid (Joc video de rol shooter).                            |
| RTS/RPG | Joc de strategie în timp real / Joc video de rol hibrid (Joc video de rol de strategie în timp real). |
| WRPG    | Joc de rol în stil western.                                                                           |
| JRPG    | Joc de rol în stil japonez.                                                                           |
| Eroge   | Joc japonez cu conținut erotic.                                                                       |

## Lista
| An                        | Titlu | Dezvoltator               | Editură                     | Setări                    | Platformă               | Subgen                            | Serie/Note                                                      | Țara de origine |
| ------------------------- | --- | ------------------------- | --------------------------- | ------------------------- | ----------------------- | --------------------------------- | --------------------------------------------------------------- | --------------- |
| 2000 (JP)                 | 7: The Cavalry of Molmorth                                                                                       | Namco                     | Namco                       | Fantezie                  | PS2                     | Tactical RPG Real-time            |                                                                 | Japonia         |
| 2000 (JP)                 | Anima Star |                           |                             | Fantezie                  | DC                      |                                   |                                                                 | Japonia         |
| 2000 (JP/NA) 2001 (PAL)   | Breath of Fire IV                                                                                                | Capcom                    | Capcom                      | Fantezie                  | PS1                     | JaponiaRPG                        | Breath of Fire                                                  | Japonia         |
| 2000 (JP)                 | Castle Fantasia 2: Seima Taisen                                                                                  | Studio E-Go!              | Studio E-Go!                | Fantezie                  | DC (Port)               | Tactical RPG                      | Castle Fantasia                                                 | Japonia         |
| 2000 (JP)                 | Chō Aniki: Otoko no Tamafuda                                                                                     | Masaya                    | Bandai                      | Modern                    | WS                      | Card-based                        | Cho Aniki                                                       | Japonia         |
| 2000 (NA)                 | Crystalis | Nintendo                  | Nintendo                    | Fantezie                  | GBC (Remake)            | Action RPG                        | Crystalis                                                       | Japonia         |
| 2000 (JP) 2001 (NA/EU)    | Dark Cloud | Level-5                   | SCE                         | Fantezie                  | PS2                     | Action RPG City-building          | Dark Cloud                                                      | Japonia         |
| 2000 (JP)                 | deSPIRIA | Atlus                     | Atlus                       | Fantezie                  | DC                      | Action RPG                        |                                                                 | Japonia         |
| 2000 (JP) 2001 (NA)       | Digimon World 2                                                                                                  | Bandai                    | Bandai                      | Sci-Fi Fantasy            | PS1                     | Monster raising                   | Digimon                                                         | Japonia         |
| 2000 (JP) 2001 (NA)       | Dragon Warrior III Dragon Quest III                                                                              | Chunsoft                  | Enix                        | Fantezie                  | GBC (Remake)            | JaponiaRPG                        | Dragon Quest                                                    | Japonia         |
| 2000 (JP) 2001 (NA)       | Dragon Warrior VII Dragon Quest VII                                                                              | Heartbeat ArtePiazza      | Enix                        | Fantezie                  | PS1                     | JaponiaRPG                        | Dragon Quest                                                    | Japonia         |
| 2000 (JP)                 | Eldorado Gate, Vol 1                                                                                             | Capcom                    | Capcom                      | Fantezie                  | DC                      | JaponiaRPG                        | Eldorado Gate                                                   | Japonia         |
| 2000 (JP)                 | Eldorado Gate, Vol 2                                                                                             | Capcom                    | Capcom                      | Fantezie                  | DC                      | JaponiaRPG                        | Eldorado Gate                                                   | Japonia         |
| 2000 (JP) 2001 (NA/EU)    | Ephemeral Fantasia                                                                                               | Konami                    | Konami                      | Fantezie                  | PS2                     | JaponiaRPG                        |                                                                 | Japonia         |
| 2000 (JP) 2001 (NA)       | Eternal Eyes |                           | Sunsoft                     | Fantezie                  | PS1                     |                                   |                                                                 | Japonia         |
| 2000 (JP/NA/EU)           | Eternal Ring | From                      | Agetec                      | Fantezie                  | PS2                     | Action RPG                        |                                                                 | Japonia         |
| 2000 (JP/NA) 2001 (PAL)   | Evergrace | From                      | Agetec                      | Fantezie                  | PS2                     | Action RPG                        |                                                                 | Japonia         |
| 2000 (JP)                 | Final Fantasy | Square                    | Square                      | Fantezie                  | WSC (Port)              | JaponiaRPG                        | Final Fantasy                                                   | Japonia         |
| 2000 (JP/NA) 2001 (EU/AU) | Final Fantasy IX                                                                                                 | Square                    | Square Infogrames           | Fantezie                  | PS1                     | JaponiaRPG                        | Final Fantasy                                                   | Japonia         |
| 2000 (JP)                 | Gaia Master |                           |                             | Fantezie                  | DC                      |                                   |                                                                 | Japonia         |
| 2000 (JP/NA) 2001 (EU)    | Grandia II | Game Arts                 | Sega Enix Ubisoft           | Fantezie                  | DC                      | JaponiaRPG                        | Grandia                                                         | Japonia         |
| 2000 (JP)                 | Grandia: Parallel Trippers                                                                                       | Game Arts                 | Hudson Soft                 | Fantezie                  | GBC                     | JaponiaRPG                        | Grandia                                                         | Japonia         |
| 2000 (JP)                 | Karkurenbo Battle Monster Tactics                                                                                | Spiral                    | Nintendo                    | Fantezie                  | GBC                     | Tactical RPG                      |                                                                 | Japonia         |
| 2000 (JP)                 | L.O.L.: Lack of Love                                                                                             | Love-de-Lic               | ASCII Entertainment         | Fantezie                  | DC                      | Adventure/Life simulation         |                                                                 | Japonia         |
| 2000 (JP)                 | Langrisser Millennium: The Last Century ラングリッサーミレニアムWS THE LAST CENTURY                              | Masaya                    | NCS                         | Fantezie                  | WS (Port)               | Tactical RPG                      | Langrisser                                                      | Japonia         |
| 2000 (JP)                 | Ore no Shikabane o Koete Yuke 俺の屍を越えてゆけ                                                                 | Alfa System MARS Contrail | SCE                         | Fantezie                  | PS1 (Rerel)             |                                   |                                                                 | Japonia         |
| 2000 (JP/NA)              | Orphen: Scion of Sorcery                                                                                         | Shade                     | Activision                  | Fantezie                  | PS2                     | Action RPG                        | Adaptation of Sorcerous Stabber Orphen                          | Japonia         |
| 2000 (JP) 2001 (NA/PAL)   | Paper Mario | Intelligent               | Nintendo                    | Fantezie                  | N64                     | Action RPG                        | Mario Brothers; Paper Mario                                     | Japonia         |
| 2000 (JP/NA)              | Persona 2: Eternal Punishment                                                                                    | Atlus                     | Atlus                       | Fantezie                  | PS1                     | JaponiaRPG                        | Megami Tensei: Persona; Persona 2                               | Japonia         |
| 2000 (JP) 2001 (NA/EU)    | Pokémon Crystal                                                                                                  | Game Freak                | Nintendo                    | Fantezie                  | GBC (Remake)            | Monster raising                   | Pokémon                                                         | Japonia         |
| 2000 (JP)                 | Popolocrois Monogatari II                                                                                        | SCE                       | SCE                         | Fantezie                  | PS1                     | Tactical RPG                      | PoPoLoCrois                                                     | Japonia         |
| 2000 (EU)                 | Realms of Adventure                                                                                              | Umax                      | Sunrise                     |                           | MSX2                    |                                   |                                                                 | NL              |
| 2000 (JP) 2001 (NA)       | Record of Lodoss War: Advent of Cardice                                                                          | Neverland                 | ESP Conspiracy Crave Swing! | Fantezie                  | DC                      | Action RPG                        | Bazat pe Record of Lodoss War                                   | Japonia         |
| 2000 (JP)                 | Rune Jade |                           |                             | Fantezie                  | DC                      |                                   |                                                                 | Japonia         |
| 2000 (JP)                 | Sakura Taisen | Sega                      | Sega Red Ent.               | Steampunk                 | DC (Port)               | Tactical RPG                      | Sakura Wars                                                     | Japonia         |
| 2000 (JP)                 | Sakura Taisen 2: Kimi, Shinitamou koto Nakare                                                                    | Sega                      | Sega Red Ent.               | Steampunk                 | DC (Port)               | Tactical RPG                      | Sakura Wars                                                     | Japonia         |
| 2000 (JP)                 | SD Gundam G Generation-F SDガンダム ジージェネレーション・エフ                                                   | Bandai                    | Bandai                      | Sci-Fi                    | PS1                     | Tactical RPG                      | Bazat pe Super Deformed Gundam                                  | Japonia         |
| 2000 (JP)                 | SD Gundam G Generation: Gather Beat SDガンダム Gジェネレーション ギャザービート                                  | Bandai                    | Bandai                      | Sci-Fi                    | WS                      | Tactical RPG                      | Bazat pe Super Deformed Gundam                                  | Japonia         |
| 2000 (JP)                 | Seireiki Rayblade 聖霊機ライブレード                                                                             | Winkysoft                 | Winkysoft                   | Sci-Fi                    | DC PS1                  | Tactical RPG                      |                                                                 | Japonia         |
| 2000 (NA)                 | Silver | Spiral House              | Infogrames                  | Fantezie                  | DC (Port)               | WRPG                              | Silver                                                          | NA/FR           |
| 2000 (JP/NA) 2001 (EU)    | Skies of Arcadia                                                                                                 | Overworks                 | Sega                        | Fantezie                  | DC                      | JaponiaRPG                        | Skies of Arcadia                                                | Japonia         |
| 2000 (JP)                 | Sorcerian: Apprentice of Seven Star Magic                                                                        | Victor                    |                             | Fantezie                  | DC (Remake)             | Action RPG                        | Dragon Slayer: Sorcerian                                        | Japonia         |
| 2000 (JP)                 | Summon Night | Flight-Plan               | Banpresto                   | Steampunk                 | PS1                     | Tactical RPG                      | Summon Night                                                    | Japonia         |
| 2000 (NA) 2001 (EU)       | Summoner | Volition                  | THQ                         | Fantezie                  | PS2                     | Action RPG                        | Summoner                                                        | NA              |
| 2000 (JP)                 | Sunrise Eiyuutan R サンライズ英雄譚R                                                                             | Sunrise                   |                             | Fantezie                  | PS2                     |                                   | Sunrise Eiyuutan                                                | Japonia         |
| 2000 (JP)                 | Super Hero Sakusen: Diedal's Ambition                                                                            | Banpresto                 | Banpresto                   | Sci-Fi                    | PS1                     | JaponiaRPG                        | Super Hero Sakusen                                              | Japonia         |
| 2000 (JP)                 | Super Robot Wars Alpha                                                                                           | Banpresto                 | Banpresto                   | Sci-Fi                    | PS1                     | Tactical RPG                      | Super Robot Wars                                                | Japonia         |
| 2000 (JP)                 | Super Robot Wars Compact 2                                                                                       | Banpresto                 | Banpresto                   | Sci-Fi                    | WS                      | Tactical RPG                      | Super Robot Wars                                                | Japonia         |
| 2000 (JP) 2001 (NA)       | Tales of Eternia                                                                                                 | Telenet Japan Wolf Team   | Namco Ubisoft               | Fantezie                  | PS1                     | Action RPG                        | Tales                                                           | Japonia         |
| 2000 (JP)                 | Tales of Phantasia: Narikiri Dungeon                                                                             | Wolf Team                 | Namco                       | Fantezie                  | GBC                     | JaponiaRPG                        | Tales                                                           | Japonia         |
| 2000 (??)                 | Time Stalkers | Climax                    | Sega                        | Fantezie                  | DC                      | JaponiaRPG/Monster raising        | Spin-off al Landstalker: The Treasures of King Nole             | Japonia         |
| 2000 (JP)                 | Tricolore Crise                                                                                                  | Victor                    | Victor                      | Fantezie                  | DC                      |                                   |                                                                 | Japonia         |
| 2000 (JP/NA/EU)           | Vagrant Story | Square                    | Square                      | Fantezie                  | PS1                     | JaponiaRPG                        | Are loc în Ivalice                                              | Japonia         |
| 2001 (JP)                 | Abarenbou Princess 暴れん坊プリンセス                                                                            | Alfa System               | Kadokawa Shoten ESP         | Fantezie                  | PS2                     |                                   |                                                                 | Japonia         |
| 2001 (NA/EU)              | Aidyn Chronicles: The First Mage                                                                                 | H2O                       | THQ                         | Fantezie                  | N64                     |                                   |                                                                 | NA              |
| 2001 (JP)                 | Alchemist Marie & Elie                                                                                           | Gust                      |                             | Fantezie                  | WSC (Remake or port)    | JaponiaRPG                        | Atelier; compilație a Marie și Elie                             | Japonia         |
| 2001 (JP)                 | Atelier Lilie: The Alchemist of Salburg 3                                                                        | Gust                      | JaponiaRPG                  | Fantezie                  | PS2                     |                                   | Atelier                                                         | Japonia         |
| 2001 (NA/EU) 2002 (JP)    | Baldur's Gate: Dark Alliance                                                                                     | Snowblind                 | Vivendi                     | Fantezie                  | PS2                     | Action RPG                        | Baldur's Gate; franciza Dungeons & Dragons                      | NA              |
| 2001 (NA)                 | Battle Hunter | Success                   | A1 Games                    | Sci-Fi                    | PS1                     | Tactical RPG Card battle          |                                                                 | Japonia         |
| 2001 (JP)                 | Blue Wing Blitz                                                                                                  | Square                    | Square                      | Modern Fantasy            | WSC                     | Tactical RPG                      |                                                                 | Japonia         |
| 2001 (JP/NA/EU)           | Breath of Fire                                                                                                   | Capcom                    | Capcom                      | Fantezie                  | GBA (Port)              | JaponiaRPG                        | Breath of Fire                                                  | Japonia         |
| 2001 (JP) 2002 (NA/EU)    | Breath of Fire II                                                                                                |                           |                             | Fantezie                  | GBA (Port)              | JaponiaRPG                        | Breath of Fire                                                  | Japonia         |
| 2001 (JP)                 | Castle Fantasia 2: Seima Taisen                                                                                  | Studio E-Go!              | Studio E-Go!                | Fantezie                  | DC (Port)               | Tactical RPG Eroge                | Castle Fantasia                                                 | Japonia         |
| 2001 (JP)                 | D+Vine Luv | Princess                  | Princess                    | Fantezie                  | DC                      |                                   |                                                                 | Japonia         |
| 2001 (NA/PAL)             | Darkstone | Delphine                  | Take-Two EA                 | Fantezie                  | PS1 (Port)              | Action RPG (asemănător cu Diablo) |                                                                 | FR              |
| 2001 (JP/NA) 2002 (EU)    | Dokapon: Monster Hunter                                                                                          | Asmik                     | Asmik AIA Ubisoft           | Fantezie                  | GBA                     | Monster raising                   |                                                                 | Japonia         |
| 2001 (JP)                 | Dragon Quest IV                                                                                                  | Heartbeat ArtePiazza      | Square Enix                 | Fantezie                  | PS1 (Remake)            | JaponiaRPG                        | Dragon Quest                                                    | Japonia         |
| 2001 (JP/NA)              | Dragon Warrior Monsters 2: Cobi's Journey                                                                        | TOSE                      | Enix                        | Fantezie                  | GBC                     | Monster raising                   | Dragon Quest Monsters, Dragon Quest                             | Japonia         |
| 2001 (JP/NA)              | Dragon Warrior Monsters 2: Tara's Adventure                                                                      | TOSE                      | Enix                        | Fantezie                  | GBC                     | Monster raising                   | Dragon Quest Monsters, Dragon Quest                             | Japonia         |
| 2001 (NA) 2002 (PAL)      | Dragon Riders: Chronicles of Pern                                                                                | Ubi                       | Ubisoft                     | Fantezie                  | DC                      | Adventure/RPG hybrid              | Adaptare Dragonriders of Pern                                   | UK              |
| 2001 (JP)                 | Eithéa アイシア                                                                                                  | TamTam                    | Atlus                       | Fantezie                  | PS1                     | Tactical RPG                      |                                                                 | Japonia         |
| 2001 (JP)                 | El Dorado Gate vol 3, vol 4, vol 5, vol 6 & vol 7                                                                | Capcom                    | Capcom                      | Fantezie                  | DC                      | JaponiaRPG                        | El Dorado Gate                                                  | Japonia         |
| 2001 (JP)                 | Enterbrain Collection: Simulation RPG Tsukūru                                                                    | Enterbrain                | ASCII                       | N/A                       | PS1                     | Tactical RPG                      | RPG Maker                                                       | Japonia         |
| 2001 (JP)                 | Exodus Guilty Neos                                                                                               | Abel                      | Abel                        | Fantezie                  | DC                      |                                   |                                                                 | Japonia         |
| 2001 (JP)                 | Final Fantasy II                                                                                                 | Square                    | Square                      | Fantezie                  | WSC (Remake)            | JaponiaRPG                        | Final Fantasy                                                   | Japonia         |
| 2001 (NA)                 | Final Fantasy Chronicles                                                                                         | TOSE                      | Square EA                   | Fantezie                  | PS1 (Remake)            | JaponiaRPG                        | compilație a Final Fantasy IV și Chrono Trigger                 | Japonia         |
| 2001 (JP)                 | Genso Suikogaiden Volume 2: Duel at the Crystal Valley                                                           | Konami                    | Konami                      | Fantezie                  | PS1                     |                                   | Suikoden                                                        | Japonia         |
| 2001 (JP)                 | Global Folktale                                                                                                  | Idea Factory              | Idea Factory                | Fantezie                  | PS2                     | Tactical RPG Real-time            |                                                                 | Japonia         |
| 2001 (JP/NA) 2002 (EU)    | Golden Sun 黄金の太陽                                                                                            | Camelot                   | Nintendo                    | Fantezie                  | GBA                     | JaponiaRPG                        | Golden Sun                                                      | Japonia         |
| 2001 (JP)                 | Growlanser II: The Sense of Justice グローランサーII                                                             | CareerSoft                | Atlus                       | Fantezie                  | PS2                     | Tactical RPG                      | Growlanser                                                      | Japonia         |
| 2001 (JP)                 | Growlanser III: The Dual Darkness グローランサーIII                                                              | CareerSoft                | Atlus                       | Fantezie                  | PS2                     | Tactical RPG                      | Growlanser                                                      | Japonia         |
| 2001 (??)                 | Harry Potter and the Philosopher's Stone                                                                         | Griptonite                | EA                          | Fantezie                  | GBC                     | WRPG                              | Adaptare a Harry Potter                                         | NA              |
| 2001 (JP/NA)              | Hoshigami: Ruining Blue Earth                                                                                    | MaxFive                   | Atlus                       | Fantezie                  | PS1                     | Tactical RPG                      |                                                                 | Japonia         |
| 2001 (JP)                 | Innocent Tears                                                                                                   | Global A                  |                             | Modern Fantasy            | DC                      | Tactical RPG                      |                                                                 | Japonia         |
| 2001 (JP/NA) 2002 (EU)    | Jade Cocoon 2 | Genki                     | Genki Ubisoft               | Fantezie                  | PS2                     | Monster raising                   | Jade Cocoon                                                     | Japonia         |
| 2001 (JP) 2002 (NA)       | King's Field IV King's Field: The Ancient City in NA                                                             | From                      | Agetec                      | Fantezie                  | PS2                     | Action RPG                        | King's Field                                                    | Japonia         |
| 2001 (JP) 2002 (NA/EU)    | Legaia 2: Duel Saga                                                                                              | Prokion                   | SCEI Eidos                  | Fantezie                  | PS2                     | JaponiaRPG                        | Legend of Legaia                                                | Japonia         |
| 2001 (JP/NA/EU)           | Lufia: The Legend Returns Estpolis Denki: Yomigaeru Densetsu エストポリス伝記 よみがえる伝説                     | Neverland                 | Taito Natsume Ubisoft       | Fantezie                  | GBC                     | JaponiaRPG                        | Lufia                                                           | Japonia         |
| 2001 (JP) 2002 (NA)       | Lunar Legend | Japan Art Media           | Ubisoft                     | Fantezie                  | GBA (Remake)            | JaponiaRPG                        | Lunar                                                           | Japonia         |
| 2001 (NA) 2002 (JP)       | Magi Nation | Interactive Imagination   | Epoch                       | Fantezie                  | GBC                     | Monster raising                   | Bazat pe Magi-Nation Duel                                       | Japonia         |
| 2001 (CA)                 | Mango Plumo | Quebec Amerique           | QA International            | Edutainment               | Windows, Macintosh      |                                   |                                                                 | CA              |
| 2001 (JP/NA/EU)           | Mega Man Battle Network                                                                                          | Capcom                    | Capcom                      | Sci-Fi                    | GBA                     | Action RPG                        | Mega Man Battle Network                                         | Japonia         |
| 2001 (JP) 2002 (NA/PAL)   | Mega Man Battle Network 2                                                                                        | Capcom                    | Capcom                      | Sci-Fi                    | GBA                     | Action RPG                        | Mega Man Battle Network                                         | Japonia         |
| 2001 (JP)                 | Metal Walker |                           |                             | Sci-Fi                    | GBC                     | Monster raising                   |                                                                 | Japonia         |
| 2001 (JP)                 | Nishikaze no Kyoushikyouku                                                                                       | Softmax                   | Softmax                     | Fantezie                  | DC                      |                                   |                                                                 | Japonia         |
| 2001 (JP/NA)              | Okage: Shadow King                                                                                               | Zener Works               | SCE                         | Fantezie                  | PS2                     |                                   |                                                                 | Japonia         |
| 2001 (JP)                 | Oni Zero: Fukkatsu ONI零 〜復活〜                                                                                | Pandora Box               | Pandora Box                 | Fantezie                  | PS1                     |                                   |                                                                 | Japonia         |
| 2000 (JP/EU) 2001 (NA)    | Record of Lodoss War: Advent of Cardice                                                                          | Neverland                 | ESP Conspiracy Crave Swing! | Fantezie                  | DC                      | Action-RPG                        | Bazat pe Record of Lodoss War                                   | Japonia         |
| 2001 (JP)                 | Romancing SaGa                                                                                                   | Square                    | Square                      | Fantezie                  | WSC (Port)              | JaponiaRPG                        | SaGa                                                            | Japonia         |
| 2001 (JP)                 | Sakura Taisen 3: Pari wa Moeteiru ka                                                                             | Red Overworks             | Sega                        | Steampunk                 | DC                      | Tactical RPG                      | Sakura Wars                                                     | Japonia         |
| 2001 (JP)                 | SD Gundam G Generation-F.I.F SDガンダム ジージェネレーション エフイフ                                            | Bandai                    | Bandai                      | Sci-Fi                    | PS1                     | Tactical RPG                      | Bazat pe Super Deformed Gundam.                                 | Japonia         |
| 2001 (JP)                 | SD Gundam G Generation: Gather Beat 2 SDガンダム Gジェネレーション ギャザビート2                                 | Bandai                    | Bandai                      | Sci-Fi                    | WS                      | Tactical RPG                      | Bazat pe Super Deformed Gundam.                                 | Japonia         |
| 2001 (JP)                 | Segagaga セガガガ                                                                                                | Sega                      | Sega                        | Parody                    | DC                      | JaponiaRPG                        |                                                                 | Japonia         |
| 2001 (JP/NA) 2002 (PAL)   | Shadow Hearts シャドウハーツ                                                                                     | Sacnoth                   | Aruze Midway                | Fantezie                  | PS2                     | JaponiaRPG                        | Shadow Hearts                                                   | Japonia         |
| 2001 (JP)                 | Star Ocean: Blue Sphere                                                                                          | tri-Ace                   | Enix                        | Sci-Fi                    | GBC                     | JaponiaRPG                        | Star Ocean                                                      | Japonia         |
| 2001 (??)                 | Summon Night 2                                                                                                   | Flight-Plan               | Banpresto                   | Steampunk                 | GBC                     | Tactical RPG                      | Summon Night                                                    | Japonia         |
| 2001 (JP)                 | Super Robot Wars Advance                                                                                         | Banpresto                 | Banpresto                   | Sci-Fi                    | GBA                     | Tactical RPG                      | Super Robot Wars                                                | Japonia         |
| 2001 (JP)                 | Super Robot Wars Alpha Gaiden                                                                                    | Banpresto                 | Banpresto                   | Sci-Fi                    | PS1                     | Tactical RPG                      | Super Robot Wars                                                | Japonia         |
| 2001 (JP)                 | Super Tokusatsu Taisen 2001                                                                                      | Japan Art Media           | Banpresto                   | Sci-Fi                    | PS1                     | Tactical RPG                      |                                                                 | Japonia         |
| 2001 (JP) 2002 (NA)       | Tactics Ogre: The Knight of Lodis                                                                                | Quest                     | Atlus                       | Fantezie                  | GBA                     | Tactical RPG                      | Ogre Battle                                                     | Japonia         |
| 2001 (JP)                 | Tear Ring Saga: Yutona Eiyū Senki ティアリングサーガ ユトナ英雄戦記                                              | Tirnanog                  | Enterbrain                  | Sc-Fi                     | PS1                     | Tactical RPG                      | Tear Ring Saga                                                  | Japonia         |
| 2001 (JP)                 | Tsugunai: Atonement                                                                                              | Cattle Call               | Atlus                       | Fantezie                  | PS2                     |                                   |                                                                 | Japonia         |
| 2001 (JP)                 | Volfoss | Namco                     | Namco                       | Fantezie Surreal          | PS1                     | Tactical RPG                      |                                                                 | Japonia         |
| 2001 (JP/NA) 2002 (EU)    | Wizardry: Tale of the Forsaken Land                                                                              | Racjin                    | Atlus, Ubisoft              | Fantezie                  | PS2                     | WRPG                              | Wizardry                                                        | Japonia         |
| 2001 (JP) 2002 (NA/PAL)   | Zone of the Enders: The Fist of Mars                                                                             | Konami Sunrise            | Konami                      | Fantezie                  | GBA                     | Tactical RPG                      |                                                                 | Japonia         |
| 2000 (NA)                 | Avernum | Spiderweb                 | Spiderweb                   | Fantezie                  | MAC WIN                 | Tactical RPG                      | Seria Avernum                                                   | NA              |
| 2000 (NA)                 | Avernum 2 | Spiderweb                 | Spiderweb                   | Fantezie                  | MAC WIN                 | Tactical RPG                      | Seria Avernum                                                   | NA              |
| 2000 (NA)                 | Baldur's Gate | Graphsim                  | Graphsim                    | Fantezie                  | MAC (Port)              | WRPG                              | Baldur's Gate; Infinity Engine; franciza Dungeons & Dragons     | NA              |
| 2000 (NA)                 | Baldur's Gate II: Shadows of Amn                                                                                 | BioWare Black Isle        | Interplay                   | Fantezie                  | WIN                     | WRPG                              | Baldur's Gate; Infinity Engine; franciza Dungeons & Dragons     | NA              |
| 2000 (NA)                 | Baldur's Gate II: Shadows of Amn – Collector's Edition                                                           | BioWare Black Isle        | Interplay                   | Fantezie                  | WIN (Limit)             | WRPG                              | Baldur's Gate; Infinity Engine; franciza Dungeons & Dragons     | NA              |
| 2000 (NA)                 | Baldur's Gate Double Pack                                                                                        | BioWare                   | Interplay                   | Fantezie                  | WIN (Comp)              | WRPG                              | Baldur's Gate; Infinity Engine; franciza Dungeons & Dragons     | NA              |
| 2000 (NA)                 | Baldur's Gate: The Original Saga                                                                                 | BioWare                   | Interplay                   | Fantezie                  | WIN (Comp)              | WRPG                              | Baldur's Gate; Infinity Engine; franciza Dungeons & Dragons     | NA              |
| 2000 (NA)                 | Blizzard Anthology                                                                                               | Blizzard                  | Blizzard                    | Fantezie                  | WIN (Comp)              | Action RPG Roguelike              | compilație a Diablo, StarCraft și WarCraft II                   | NA              |
| 2000 (NA)                 | Card of Destiny                                                                                                  | Digianime                 | Digianime                   | Fantezie                  |                         |                                   | Cards of Destiny                                                | Japonia         |
| 2000 (JP)                 | Castle Fantasia 2: Seima Taisen                                                                                  | Studio E-Go!              | Studio E-Go!                | Fantezie                  | WIN                     | Tactical RPG Eroge                | Castle Fantasia                                                 | Japonia         |
| 2000 (NA) 2003 (UK)       | Deus Ex | Ion Storm                 | Eidos                       | Sci-Fi                    | WIN                     | FPS/RPG                           | Deus Ex                                                         | NA              |
| 2000 (NA)                 | Deus Ex | Ion Storm                 | Aspyr                       | Sci-Fi                    | MAC (Port)              | FPS/RPG                           | Deus Ex                                                         | NA              |
| 2000 (NA)                 | Diablo Gift Pack                                                                                                 | Blizzard                  | Blizzard                    | Fantezie                  | WIN (Comp)              | Action RPG Roguelike              | Diablo; Comp. of I and II                                       | NA              |
| 2000 (NA) 2003 (EU)       | Diablo II | Blizzard Blizzard North   | Blizzard                    | Fantezie                  | MAC WIN                 | Action RPG Roguelike              | Diablo                                                          | NA              |
| 2000 (NA/UK)              | Diablo II: Exclusive Gift Set                                                                                    | Blizzard                  | Blizzard                    | Fantezie                  | WIN (Limit)             | Action RPG Roguelike              | Diablo                                                          | NA              |
| 2000 (NA)                 | Diablo II: Collector's Edition                                                                                   | Blizzard                  | Blizzard                    | Fantezie                  | MAC (Limit) WIN (Limit) | Action RPG Roguelike              | Diablo                                                          | NA              |
| 2000 (NA)                 | Final Fantasy VIII                                                                                               | Square                    | Eidos                       | Sci-Fi Fantasy            | WIN (Port)              | JaponiaRPG                        | Final Fantasy                                                   | Japonia         |
| 2001 (NA)                 | Final Fantasy X                                                                                                  | Square                    | Square                      | Fantezie                  | PS2                     | JaponiaRPG                        | Final Fantasy                                                   | Japonia         |
| 2000 (NA)                 | Icewind Dale | Black Isle                | Interplay                   | Fantezie                  | WIN                     | WRPG                              | Icewind Dale; Infinity Engine; franciza Dungeons & Dragons      | NA              |
| 2000 (INT)                | Jagged Alliance 2                                                                                                | Sir-Tech                  | Titan                       | Modern                    | LIN (Port)              | Tactical RPG                      | Jagged Alliance                                                 | NA              |
| 2000 (NA)                 | Jagged Alliance 2: Unfinished Business                                                                           | Sir-Tech                  | Interplay                   | Modern                    | WIN                     | Tactical RPG                      | Jagged Alliance                                                 | NA              |
| 2000 (JP)                 | Legend of Heroes IV, The: A Tear of Vermillion The Legend of Heroes: A Tear of Vermillion 英雄伝説IV「朱紅い雫」 | Nihon Falcom              | Nihon Falcom                | Fantezie                  | WIN (Port)              |                                   | Dragon Slayer: The Legend of Heroes                             | Japonia         |
| 1999 (RU) 2000 (EU/NA)    | Legend of the North: Konung Konung: Legends of the North                                                         | 1C                        | Strategy First              | Fantezie                  | WIN                     | RTS/RPG hybrid                    |                                                                 | RU              |
| 2000 (NA/EU)              | Might and Magic VIII: Day of the Destroyer                                                                       | New World                 | 3DO Buka                    | Fantezie                  | WIN                     | WRPG                              | Might and Magic                                                 | NA              |
| 2000 (NA)                 | Nox | Westwood                  | EA                          | Fantezie                  | WIN                     | Action RPG                        |                                                                 | NA              |
| 2000 (??)                 | RPG Maker 2000                                                                                                   | Enterbrain                | ASCII                       | N/A                       | WIN                     | RPG construction tool             | RPG Maker                                                       | Japonia         |
| 2000 (JP)                 | Sakura Taisen | Red Overworks             | Sega                        | Steampunk                 | WIN (Port)              | Tactical RPG                      | Sakura Wars                                                     | Japonia         |
| 2000 (JP)                 | Sorcerian Original                                                                                               | Nihon Falcom              | Nihon Falcom                | Fantezie                  | WIN (Remake)            | Action RPG                        | Dragon Slayer: Sorcerian                                        | Japonia         |
| 2000 (NA)                 | System Shock 2                                                                                                   | Irrational Looking Glass  | EA                          | Sci-Fi                    | WIN (Rerel)             | FPS/RPG                           | System Shock                                                    | NA              |
| 2000 (NA)                 | Ultima World Edition                                                                                             | Origin                    | EA                          | Fantezie                  | WIN (Comp)              | WRPG                              | Ultima: compilație a IX și UO                                   | NA              |
| 2000 (NA)                 | Vampire: The Masquerade - Redemption                                                                             | Nihilistic                | Activision                  | Historical Modern Fantasy | WIN                     | WRPG                              | Bazat pe White Wolf's World of Darkness                         | NA              |
| 2000 (NA)                 | Wizards & Warriors                                                                                               | Heuristic Park            | Activision                  | Fantezie                  | WIN                     | WRPG                              |                                                                 | NA              |
| 2001 (NA/AU)              | Anachronox | Ion Storm                 | Eidos Infogrames            | Cyberpunk                 | WIN                     | JaponiaRPG                        |                                                                 | NA              |
| 2001 (NA/UK)              | Arcanum: Of Steamworks and Magick Obscura                                                                        | Troika                    | Sierra                      | Steampunk                 | WIN                     | WRPG                              |                                                                 | NA              |
| 2001 (NA/EU)              | Art of Magic: Magic & Mayhem, The                                                                                | Climax Charybdis          | Virgin Bethesda             | Fantezie                  | WIN                     | Tactical RPG Real-time            | Magic & Mayhem                                                  | NA              |
| 2001 (NA)                 | Baldur's Gate: Tales of the Sword Coast                                                                          | BioWare                   | Graphic Simulations         | Fantezie                  | MAC (Port)              | WRPG                              | Baldur's Gate; franciza Infinity Engine; Dungeons & Dragons     | NA              |
| 2001 (NA/EU)              | Baldur's Gate II: Shadows of Amn                                                                                 | BioWare Black Isle        | MacPlay                     | Fantezie                  | MAC (Port)              | WRPG                              | Baldur's Gate; Infinity Engine; franciza Dungeons & Dragons     | NA              |
| 2001 (NA)                 | Baldur's Gate II: Throne of Bhaal                                                                                | BioWare                   | Black Isle                  | Fantezie                  | WIN                     | WRPG                              | Baldur's Gate; Infinity Engine; franciza Dungeons & Dragons     | NA              |
| 2001 (UK) 2002 (AU)       | Diablo | Blizzard North            | Blizzard                    | Fantezie                  | WIN (Rerel)             | Action RPG Roguelike              | Diablo                                                          | NA              |
| 2001 (NA)                 | Diablo: Battle Chest                                                                                             | Blizzard                  | Blizzard                    | Fantezie                  | MAC (Comp) WIN (Comp)   | Action RPG Roguelike              | Diablo; compilație a I, II și IILOD                             | NA              |
| 2001 (NA) 2003 (EU)       | Diablo II: Lord of Destruction                                                                                   | Blizzard Blizzard North   | Blizzard                    | Fantezie                  | MAC WIN                 | Action RPG Roguelike              | Diablo; expansiune pentru II                                    | NA              |
| 2001 (UK)                 | The Elder Scrolls Adventures: Redguard                                                                           | Bethesda                  | Sold Out                    | Fantezie                  | WIN (Rerel)             | Action-adventure/RPG hybrid       | The Elder Scrolls                                               | NA              |
| 2001 (NA)                 | Fallout Tactics: Brotherhood of Steel                                                                            | Micro Forté 14° East      | Interplay                   | Post-apocaliptic          | WIN                     | Tactical RPG                      | Fallout                                                         | NA              |
| 2001 (NA)                 | Gamefest: Forgotten Realms Classics                                                                              | SSI                       | Interplay                   | Fantezie                  | DOS (Comp) WIN (Comp)   | WRPG                              | franciza Dungeons & Dragons; Comp. a 13 jocuri Forgotten Realms | NA              |
| 2001 (INT)                | Geneforge | Spiderweb                 | Spiderweb                   | Fantezie                  | MAC                     | Tactical RPG                      | Geneforge                                                       | NA              |
| 2001 (DE/NA)              | Gothic | Piranha Bytes             | Egmont Xicat Shoebox        | Fantezie                  | WIN                     | Action RPG                        | Gothic                                                          | DE              |
| 2001 (NA)                 | Icewind Dale: Heart of Winter                                                                                    | Black Isle                | Interplay                   | Fantezie                  | WIN                     | WRPG                              | Icewind Dale; Infinity Engine; franciza Dungeons & Dragons      | NA              |
| 2001 (NA)                 | Icewind Dale: Heart of Winter – Trials of the Luremaster                                                         | Black Isle                | Interplay                   | Fantezie                  | WIN                     | WRPG                              | Icewind Dale; Infinity Engine; franciza Dungeons & Dragons      | NA              |
| 2001 (DE)                 | Planescape: Torment – Memorial Box                                                                               | Black Isle                | Virgin                      | Fantezie                  | WIN (Limit)             | WRPG                              | Infinity Engine; franciza Dungeons & Dragons                    | NA              |
| 2001 (NA/EU)              | Pool of Radiance: Ruins of Myth Drannor                                                                          | Stormfront                | Ubisoft                     | Fantezie                  | WIN                     | Action RPG                        | Pool of Radiance                                                | NA              |
| 2001 (NA/UK)              | Pool of Radiance: Ruins of Myth Drannor - Collector's Edition                                                    | Stormfront                | Ubisoft                     | Fantezie                  | WIN (Limit)             | Action RPG                        | Pool of Radiance                                                | NA              |
| 2001 (JP)                 | Simulation RPG Tsukūru 95 Value!                                                                                 | Enterbrain                | Enterbrain                  | N/A                       | WIN                     | Tactical RPG                      | RPG Maker                                                       | Japonia         |
| 2001 (JP)                 | Sakura Taisen 2: Kimi, Shinitamou koto Nakare                                                                    | Red Overworks             | Sega                        | Steampunk                 | WIN (Port)              | Tactical RPG                      | Sakura Wars                                                     | Japonia         |
| 2001 (NA/UK)              | Summoner | Volition                  | THQ                         | Fantezie                  | WIN (Port) MAC (Port)   | Action RPG                        | Summoner                                                        | NA              |
| 2001 (JP)                 | Tir-nan-og: The Forbidden Tower ティル・ナ・ノーグ<ダーナの末裔>                                                 | SystemSoft                |                             | Fantezie                  | WIN (Remake)            | Tactical RPG                      | Tir-nan-og                                                      | Japonia         |
| 2001 (NA)                 | Wizardry 8 | Sir-Tech                  | Sir-Tech                    | Fantezie Sci-Fi           | WIN                     | WRPG                              | Wizardry                                                        | NA              |